# V2 (taalkunde)
V2 of Verb Second is het verschijnsel dat de persoonsvorm het tweede zinsdeel vormt. De meeste Germaanse talen hebben V2. Het Engels is een opvallende uitzondering.

## In het Nederlands
De volgende zinnen illustreren het verschijnsel V2:
1. Zijn vrouw heeft altijd hard moeten werken.
2. Op de markt zag ik een meisje lopen.
3. Wanneer ga je met de voorbereidingen beginnen?

De dikgedrukte persoonsvorm vormt in alle gevallen het tweede zinsdeel. In zin 1 wordt het voorafgegaan door het onderwerp, in zin 2 door een bijwoordelijke bepaling van plaats en in zin 3 door een vraagwoord.
In het Nederlands geldt V2 alleen voor de hoofdzin. In bijzinnen staat de persoonsvorm met alle andere werkwoorden bijeen achter in de zin. Dat zien we als we van de bovenstaande voorbeeldzinnen een bijzin maken:
1. (Ik denk dat) zijn vrouw altijd hard heeft moeten werken.
2. (Ik denk dat) ik een meisje zag lopen.
3. (Ik vroeg) wanneer je met de voorbereidingen gaat beginnen.

Door de V2-regel wordt de persoonsvorm van de hoofdzin naar de tweede plaats geschoven. Indien dit het enige werkwoord in de zin is, wat meestal het geval is bij simpele zinnen, dan heeft de zin nu subject-verbum-object (SVO) woordvolgorde. Zodra er echter meerdere werkwoorden voorkomen, dan worden alle werkwoorden behalve de persoonsvorm aan het einde van de zin gezet. In bijzinnen treedt de V2-regel niet op, waardoor alle werkwoorden, persoonsvorm inbegrepen, aan het eind worden gezet. De algemene woordvolgorde van het Nederlands dus eigenlijk subject-object-verbum (SOV), met V2 als bijregel.
Dit verschil tussen hoofdzin en bijzin is tevens waarom er samengestelde werkwoorden bestaan. Deze werkwoorden hebben een (meestal bijwoordelijk) extra deel, dat voor de V2-regel als apart zinsdeel wordt beschouwd. Het extra deel kan in een hoofdzin dus nooit vóór de persoonsvorm komen te staan, want dan zou de V2-regel worden gebroken. Als gevolg wordt het in de hoofdzin bij een persoonsvorm ná de persoonsvorm geplaatst, maar in alle andere gevallen (in bijzinnen of bij een niet-persoonsvorm) ervóór:
- Ik ga door. (Persoonsvorm in hoofdzin, dus V2)
- Ik ben doorgegaan. (Niet-persoonsvorm, dus geen V2; hier is "ben" de persoonsvorm)
- (Ik denk dat) ik doorga. (Persoonsvorm in bijzin, dus geen V2)

In de Nederlandse spelling wordt het extra deel van het werkwoord niet met een spatie gescheiden van de basisvorm van het werkwoord als die er meteen achter staat. Syntactisch gezien is het echter nog altijd een zelfstandig zinsdeel, en gedraagt het zich wat zinspositie betreft als een tweede werkwoord, waardoor het altijd aan het einde van de zin wordt geplaatst. Dit is te zien wanneer nog extra woorden toegevoegd worden, die in de hoofdzin de twee delen nog verder scheiden: Ik ga morgen door; Ik ga morgen zeker door; Ik ga morgen zeker niet door.

## In andere talen
Alle Germaanse talen behalve het Engels hebben de V2-regel in een zekere vorm. De woordvolgorde SOV met V2 in hoofdzin, zoals die in het Nederlands voorkomt, treedt ook op in de andere continentaal-West-Germaanse talen, waaronder het Duits, Fries en Afrikaans.
De Noord-Germaanse talen kennen echter een andere basiswoordvolgorde, namelijk SVO. In het Zweeds komen alle andere werkwoorden meestal na de persoonsvorm, maar soms na het onderwerp als dit van de eerste plaats verdreven is door de V2-regel. Het Zweeds heeft, net als het Nederlands, V2 alleen in de hoofdzin; in de bijzin treedt geen wisseling van persoonsvorm en onderwerp op. Het IJslands heeft V2 echter in zowel hoofdzin als bijzin, waardoor de wisseling in alle gevallen optreedt.

## Verklaring
De observatie dat de persoonsvorm alleen in hoofdzinnen het tweede zinsdeel vormt, heeft taalkundigen tot de hypothese gebracht dat er in de onderliggende structuur van een zin een positie bestaat die ofwel door de persoonsvorm (in hoofdzinnen), ofwel door het onderschikkend voegwoord (in bijzinnen) kan worden ingenomen. Daarvoor bevindt zich nog één andere positie, die door een ander zinsdeel kan worden ingenomen.